# 中国散裂中子源

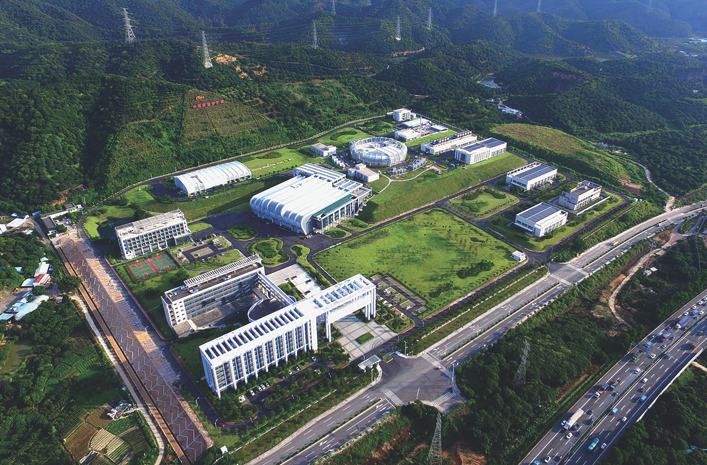
中国散裂中子源园区全景

中国散裂中子源（英語：China Spallation Neutron Source，缩写CSNS）是在中国广东省东莞市大朗镇建设(22°51′58.7″N 113°54′56.4″E / 22.866306°N 113.915667°E)、由中国科学院高能物理研究所运营的一个基于粒子加速器的中子源，也是中国南方省份首个重大科学设施。
该散裂中子源是继英国、美国、日本后的世界第四台散裂中子源、是中国首台脉冲式散裂中子源。

## 介绍

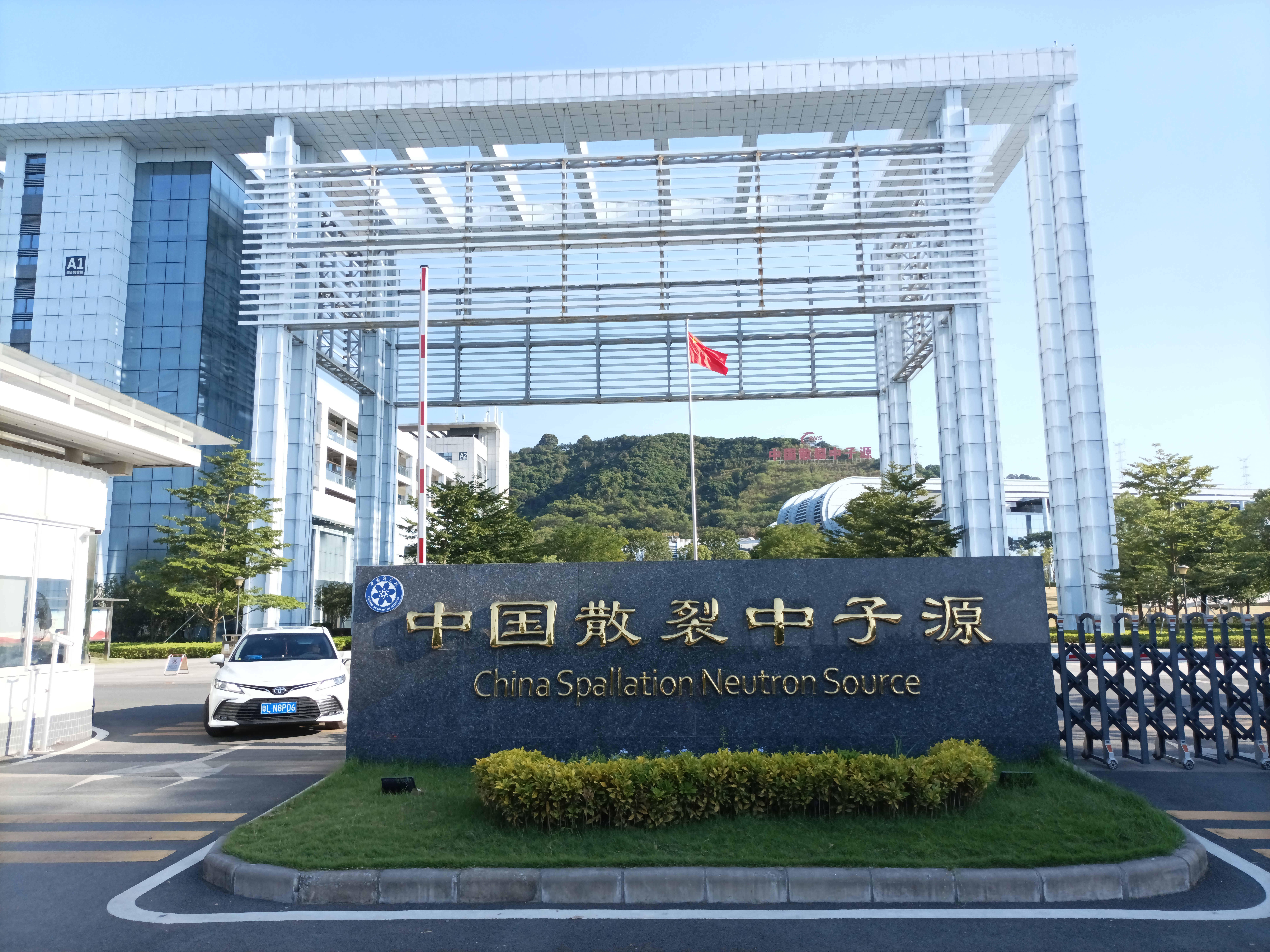
园区大门

中国散裂中子源（CSNS）包含一個由直線加速器輔助的質子同步加速器。質子同步加速器以25赫茲的頻率發出1.63×1013 1.6GeV的脈衝， 用电磁场将质子加速后轰击钨金属靶，产生高能的中子，再用中子减速剂将中子减速到合适的能量。

## 历史
2005年，中国政府批准该项目，并由中国科学院和广东省政府于2011年10月20日开始共同建设。2017年8月28日，中国散裂中子源（CSNS）首次打靶成功，获得中子束流，标志着CSNS主体工程顺利完工，进入试运行阶段。该项目预计总投资23亿元人民币，其中国家批复投资18.8亿元人民币。
2018年3月，散裂中子源工程建成完工。2018年8月，该项目通过国家验收。2018年9月底，中国散裂中子源面向国内外用户开放使用。
2022年12月26日，国家发展改革委批复散裂中子源二期工程可行性研究报告； 二期工程將建设11台中子谱仪终端及提升加速器和靶站的束流功率至500kW，預計投資30億元人民幣。 升級後讓散裂中子源測試更小的樣本、提高實驗精度、以及加快數據收集時間。 2024年3月30日，散裂中子源二期工程启动建设，預計2029年建成。